# Philippos Syrigos
Philippos Syrigos (en griego: Φίλιππος Συρίγος; 1948 - 13 de octubre de 2013) fue un periodista de investigación y periodista deportivo griego que ha investigado casos de dopaje en Grecia. Fue asaltado por hombres enmascarados el 18 de octubre de 2004 en Atenas, pero se recuperó.
Syrigos trabajaba para el diario griego Eleftherotypia. Durante los últimos Juegos Olímpicos, informó sobre el escándalo de dopaje de Kostas Kenteris y Katerina Thanou. Más tarde afirmó que estaba al tanto del supuesto accidente dos horas antes de que sucediera. También ha escrito sobre el comportamientos ilegales en eventos deportivos, deudas contraídas por algunos de los clubes de fútbol griegos y otros tratos relacionados con los Juegos Olímpicos de 2004 en Atenas. 
El 18 de octubre de 2004, cuando Syrigos estaba saliendo de los estudios de radio Sport FM en Kallithea, Atenas, tres hombres lo atacaron, lo apuñalaron y lo golpearon con barras de hierro. Syrigos fue llevado al hospital donde fue operado y dado de alta para atención domiciliaria el 23 de octubre. Sus atacantes quedaron en libertad. 
Syrigos, de 65 años, murió de cáncer el 13 de octubre de 2013.